# Johann Georg Mohte
Johannes Georg Mohte (auch Jean George Mohte, geboren circa 1690; gestorben 16. März 1765 in Ängelholm) war Instrumentenbauer in der Gemeinde Ängelholm und Stammvater der Geigenbauerfamilie Mohte.

## Biografie
1723 arbeitete Mothe als Geigenbauer in Ängelholm. Er heiratete am 24. November 1723 Inger Påhlsdotter (gestorben 1752) in Ängelholm. Mothe unterrichtete sowohl seinen Sohn Jöran Mohte als auch seinen späteren Schwiegersohn Jacob Hellman im Instrumentenbau. 1748 gründete der Sohn seine eigene Werkstatt, 1751 dann der Schwiegersohn. Es gab also zu der Zeit gleich drei Streichinstrumentenbauer in Ängelholm. Johann Gerog starb 1765.
Mothe besaß das Grundstück 37 in Ängelholm.

## Mitarbeiter
- Jöran Mohte arbeitete als Lehrling ab 1740, ab 1746 als Geselle.
- Jacob Hellman arbeitete zwischen 1748 und 1751 als Lehrling bei Mothe

## Instrumente

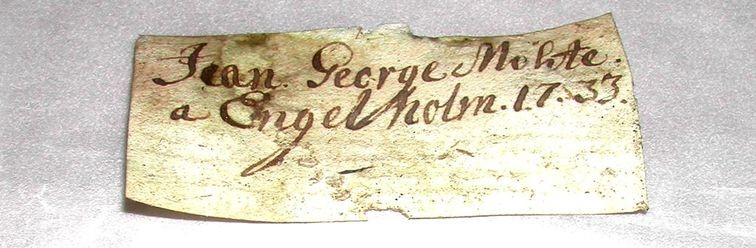
Zettel der 7-saitigen Viola da Gamba von 1733

### Überlieferte Instrumente
- 1726 – Viola da Gamba (Violoncello). Signiert: Johannes Georg Motte, geigen Macher Engelholm. Instrumentenmuseum in Stockholm.
- 1733 – Viola da Gamba, Signiert: Jean. Georg Mohte. a Engelholm. 17.33 Privatbesitz
- 1735 – Viola da Gamba, Signiert: Jean George Mothe. Das Instrument war 1920 Eigentum von Direktor Fritz Ahlberg, Stockholm.

Die erhaltenen Violen da Gamba zeigen im Bau eine gewissen Nähe zu Instrumenten von Joachim Tielke, Hamburg und Gregorius Karpp, Königsberg – von dem Tilman Muthesius meint, er könne Mothes Lehrer gewesen sein. Die sehr dünnen Instrumentendecken bestehen aus Fichtenholz, Zargen und Boden, z. T. mit kleinen, aufgemalten Blumen verziert, aus Ahornhölzern. Die C-Löcher besitzen eine kleine Außenkerbe, einige Griffbretter und Saitenhalter sind kostbar mit Ebenholz und Elfenbein verziert, die Köpfe der Gamben sind klein, waren vermutlich vergoldet.

### Gedruckte Quellen
- Svenskt instrumentmakeri 1720-1800 En preliminär översikt av Eva Helenius-Öberg (STM 1977:1)
- Hedvig Boivie, Några svenska lut- och fiolmakare under 1700-talet. Fataburen 1921.

### Bemerkungen
1. ↑  Riksgäldsarkiven Riksens ständers kontor Kammarkontoret GIl:997 (1724) Sida: 230, 664
2. ↑  Riksgäldsarkiven Riksens ständers kontor Kammarkontoret GIl:998 (1725) Sida: 226
3. ↑  Ängelholm (L) CI:1 (1689-1766) Sida: 65